# Kansas City standard
En noviembre de 1975 la revista Byte patrocinó una conferencia en Kansas City, Misuri para desarrollar un estándar de almacenamiento de datos digitales de microordenador en un producto de consumo y calidad como la cinta de casete de audio. (Por entonces el coste de una unidad de disquete era de más de $1000.) Ese formato se conoce como Kansas City Standard (abreviado KCS) o BYTE standard.
A la reunión de dos días asistieron 18 personas y dejaron asentado un sistema basado en el diseño de Don Lancaster publicado en el primer número de Byte Magazine. Tras la reunión, Lee Felsenstein (Processor Technology) y Harold Mauch (Percom Data Company) prepararon el estándar.
Una interfaz de casete es similar a un módem conectado a un puerto serie. Los 1 y 0 del puerto serie se convierten en tonos de sonido, lo que es conocido como AFSK (audio frequency-shift keying). Un bit a '0' bit se representa por una sinusoide de cuatro ciclos de 1200 Hz, y un bit a '1' por ocho ciclos a 2400 Hz. Esto da un índice de transferencia de 300 baudios. 
El número de febrero de 1976 de BYTE trae un reportaje de la reunión y el de marzo ofrece dos ejemplos hardware de Don Lancaster y Harold Mauch. Los 300 baudios eran una velocidad segura pero lenta. Así un típico programa BASIC de 8K tardaba 5 minutos en cargar. La mayoría de interfaces de casete soportan mayores velocidades, usualmente a 1200 o 2400 baudios, a los que se añaden los cargadores turbo desarrollados por software (que asombrosamente pueden superar en velocidad a un disquete en ciertos sistemas como los Atari XE). 
Processor Technology desarrolló el popular CUTS (Computer Users' Tape Standard) que funcionaba a 300 o 1200 baudios.

## Participantes en la reunión de Kansas City
- The Computer Hobbyist - Hal Chamberlin y Richard Smith
- Godbout Electronics - Michael Stolowitz
- HAL Communications Corp - Paul Tucker y George Perrine
- Mikra-D - Joe Frappier
- MITS - Ed Roberts, Tom Durston, Bob Zaller, y Bill Gates
- PCM - Bob Nelson
- Popular Electronics - Les Solomon
- Pronetics (posteriormente Percom Data) - Harold A Mauch www.robomargo.com/percom
- Processor Technology; Bob Marsh y Lee Felsenstein (LGC Engineering)
- Southwest Technical Products Corp - Gary Kay
- Sphere - Mike Wise
- Ray Borrill

## Floppy-ROM
En agosto de 1976 en el Personal Computing show de Atlantic City, Bob Marsh de Processor Technology propuso a Bob Jones, editor de Interface Age magazine, la posibilidad de prensar software en discos de vinilo. Processor Technology proporcionó un programa para Intel 8080 para ser grabado. Esta grabación de prueba no funcionó y no podían dedicar más tiempo al esfuerzo.
Daniel Meyer y Gary Kay de Southwest Technical Products propusieron a Robert Uiterwyk proporcionar su programa intérprete de BASIC en 4K para el microprocesador Motorola 6800. La idea era grabar el programa en una casete de audio en el formato "Kansas City Standard" y editar una grabación masterizada desde la cinta. EVA-TONE fabricaba "sound sheets" en vinilo fino que podía almacenar una canción. Eran baratos y podían incluirse en una revista.
Bill Turner y Bill Blomgren de MicroComputerSystems Inc. trabajaron con EVA-TONE y desarrollaron el proceso adecuado. La etapa intermedia de grabación a cinta producía caídas por lo que una interfaz de casete SWTPC AC-30 se conectó directamente al equipo de grabación.
El número de mayo de 1977 de Interface Age contenía el primer "Floppy-ROM", una grabación a 33 1/3 RPM con unos 6 minutos de audio "Kansas City Standard".

## Ordenadores que usan el Kansas City standard
Primeros microordenadores (varios de ellos basados en el bus S-100):
- Compukit UK101
- Lucas Nascom 1, 2 (que también soporta la variante de 1200 bit/s variant)
- MITS Altair 8800
- MOS/CBM KIM-1
- Motorola MEK D1 6800 board
- Ohio Scientific C1P/Superboard II
- Processor Tech SOL-20
- Ordenadores de SWTPC basados en 6800

Ordenadores personales/domésticos :
- Acorn Computers
  - Acorn Atom (300 baudios solo)
  - BBC Micro (300 y 1200 baudios)
  - Acorn Electron (1200 baudios solo)
- MicroBee Systems
  - MicroBee (300 y 1200 baudios)
- Heathkit
  - Heathkit H8 (300 y 1200 baudios)
  - Heathkit H89 (También vendido como el Zenith Z89) (300 y 1200 baudios)

## Variación de 1200 baudios
Acorn Computers implementa una variante de CUTS a 1200 baudios en sus microordenadores BBC Micro y Acorn Electron, que reduce un bit a '0' a una onda sinusoide con un solo ciclo de 1200 Hz y un bit a '1' a una onda de dos ciclos a 2400 Hz. La codificación estándar incluye un bit a '0' de arranque y un bit a '1' de parada alrededor de cada byte (8 bits) de información, lo que da una velocidad de transferencia efectiva de 960 bits por segundo.